# Jahniella bohemica
Jahniella bohemica är en svampart som beskrevs av Petr. 1921. Jahniella bohemica ingår i släktet Jahniella, divisionen sporsäcksvampar och riket svampar.   Inga underarter finns listade i Catalogue of Life.